# NGC 1116
NGC 1116 je galaksija u zviježđu Ovan.

## Vanjske poveznice
- SEDS: NGC 1116